# UEFAヨーロッパリーグ 2012-13 決勝

UEFAヨーロッパリーグ2012-13 決勝（UEFAヨーロッパリーグ2012-2013けっしょう、英語: UEFA Europa League 2012-13 Final）は、欧州サッカー連盟 (UEFA) により開催されるUEFAヨーロッパリーグ 2012-13の決勝戦であり、4回目のUEFAヨーロッパリーグの決勝戦である（UEFAカップ時代を含めると42回目）。試合は2013年5月15日にアムステルダムのアムステルダム・アレナで開催された。
この試合の勝者はUEFAチャンピオンズリーグ 2012-13王者のバイエルン・ミュンヘンと対戦する2013 UEFAスーパーカップの出場権を獲得する。チェルシーがベンフィカを2-1で破り、初優勝を果たした。

## 試合会場

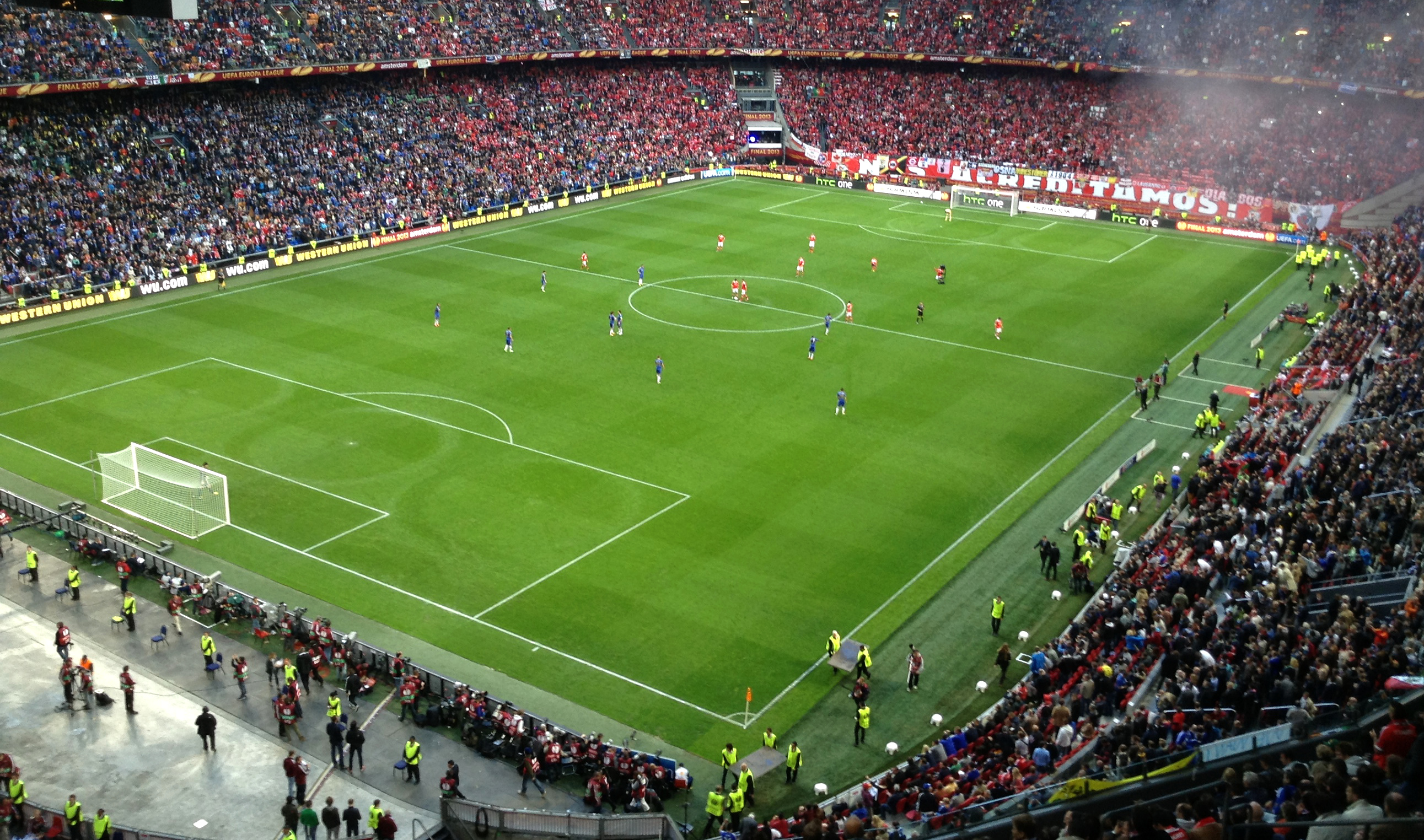
試合会場であるアムステルダム・アレナ

2011年6月16日、アムステルダム・アレナがUEFAヨーロッパリーグ 2012-13決勝の会場に決定したと発表された。 このスタジアムはAFCアヤックスのホームスタジアムで, 1998年のUEFAチャンピオンズリーグ決勝で使用されているほか、UEFA EURO 2000では準決勝を含め5試合がこの会場で行われている。

## 背景
ベンフィカが欧州大会の決勝戦に進出したのはヨーロピアンカップ1990以来23年ぶり9回目となる。UEFAチャンピオンズリーグの前身であるヨーロピアンカップでは1961,62年に連覇を達成しているが、1963年の決勝で敗れてからは1965,68,88,90年ともに敗れている。またUEFAヨーロッパリーグの前身であるUEFAカップは1983年に決勝進出しているが、これも準優勝に終わっており現在欧州大会の決勝は6連敗中となっている。
チェルシーは前身のUEFAカップを含め、UEFAヨーロッパリーグの決勝に進出したのは初めてである。一方でUEFAチャンピオンズリーグでは前身のヨーロピアンカップで1971年と1998年、チャンピオンズリーグでは2008年と2012年に決勝に進出しており、戦績は3勝1敗である。
両者が欧州大会で対戦するのは2度目(3試合目)となる。唯一の対戦は前年度のチャンピオンズリーグ準々決勝で、この時はチェルシーがアウェイで1-0、ホームで2-1の2連勝でベスト4に駒を進め、そのまま優勝を果たしている 。
両者とも同年のCLグループステージで3位に沈み、ヨーロッパリーグに決勝トーナメントから参加している。同年のCLを敗退したクラブ同士が決勝で対戦するのは2000,2002,2009年以来4度目の出来事である。

## 決勝までの道のり
注:全て決勝進出クラブの得点を前に表示している.
| ベンフィカ                   | ベンフィカ                   | ベンフィカ                   | ベンフィカ                   | Round                                 | チェルシー                   | チェルシー                   | チェルシー                   | チェルシー                   |
| ---------------------------- | ---------------------------- | ---------------------------- | ---------------------------- | ------------------------------------- | ---------------------------- | ---------------------------- | ---------------------------- | ---------------------------- |
| 対戦相手                     | 結果                         | 結果                         | 結果                         | チャンピオンズリーグ グループステージ | 対戦相手                     | 結果                         | 結果                         | 結果                         |
| セルティック                 | 0–0 (A)                      | 0–0 (A)                      | 0–0 (A)                      | Matchday 1                            | ユベントス                   | 2–2 (H)                      | 2–2 (H)                      | 2–2 (H)                      |
| バルセロナ                   | 0–2 (H)                      | 0–2 (H)                      | 0–2 (H)                      | Matchday 2                            | ノアシェラン                 | 4–0 (A)                      | 4–0 (A)                      | 4–0 (A)                      |
| スパルタク・モスクワ         | 1–2 (A)                      | 1–2 (A)                      | 1–2 (A)                      | Matchday 3                            | シャフタール                 | 1–2 (A)                      | 1–2 (A)                      | 1–2 (A)                      |
| スパルタク・モスクワ         | 2–0 (H)                      | 2–0 (H)                      | 2–0 (H)                      | Matchday 4                            | シャフタール                 | 3–2 (H)                      | 3–2 (H)                      | 3–2 (H)                      |
| セルティック                 | 2–1 (H)                      | 2–1 (H)                      | 2–1 (H)                      | Matchday 5                            | ユベントス                   | 0–3 (A)                      | 0–3 (A)                      | 0–3 (A)                      |
| バルセロナ                   | 0–0 (A)                      | 0–0 (A)                      | 0–0 (A)                      | Matchday 6                            | ノアシェラン                 | 6–1 (H)                      | 6–1 (H)                      | 6–1 (H)                      |
| Champions League Group G 3位 | Champions League Group G 3位 | Champions League Group G 3位 | Champions League Group G 3位 | 最終結果                              | Champions League Group E 3位 | Champions League Group E 3位 | Champions League Group E 3位 | Champions League Group E 3位 |
| 対戦相手                     | Agg.                         | 1st leg                      | 2nd leg                      | ヨーロッパリーグ 決勝トーナメント     | 対戦相手                     | Agg.                         | 1st leg                      | 2nd leg                      |
| レバークーゼン               | 3–1                          | 1–0 (A)                      | 2–1 (H)                      | ラウンド32                            | スパルタ・プラハ             | 2–1                          | 1–0 (A)                      | 1–1 (H)                      |
| ボルドー                     | 4–2                          | 1–0 (H)                      | 3–2 (A)                      | ラウンド16                            | ステアウア・ブカレスト       | 3–2                          | 0–1 (A)                      | 3–1 (H)                      |
| ニューカッスル               | 4–2                          | 3–1 (H)                      | 1–1 (A)                      | 準々決勝                              | ルビン・カザン               | 5–4                          | 3–1 (H)                      | 2–3 (A)                      |
| フェネルバフチェ             | 3–2                          | 0–1 (A)                      | 3–1 (H)                      | 準決勝                                | バーゼル                     | 5–2                          | 2–1 (A)                      | 3–1 (H)                      |

## 試合前

### アンバサダー
アンバサダーは試合会場をホームとするAFCアヤックスでUEFAチャンピオンズリーグ優勝を果たした経験を持つパトリック・クライファートが務める。

### 審判団
UEFAは2013年5月13日、オランダ人のビョルン・カイペルス氏が決勝戦の主審を務めると発表した。

### チケット販売
チケットは2012年12月3日から2013年1月18日まで一般販売される。

## 試合

### 出場選手
ベンフィカは主だった欠場メンバーはおらず、全ての主力が試合に帯同可能となった。チェルシーは主将ジョン・テリーが怪我により離脱中。さらに直前のリーグ戦でハムストリングを負傷した エデン・アザールも欠場することとなった。
ベンフィカのネマニャ・マティッチ、チェルシーの ダヴィド・ルイスとラミレスの3名は古巣対決となる。

### 概要
前半はベンフィカが正確なポゼッションを武器に試合を支配する展開になるが、最後のシュートの場面でミスが目立ち得点には至らず。チェルシーはベンフィカの攻勢を前にラインが下がっていき、ロングカウンターを狙うも上手くいかなかった。
後半もベンフィカが押し込む展開が続く。50分に右CKからオスカル・カルドソがヘディングシュートを決めるも、オフサイドで得点は認められず。すると60分、GKペトル・チェフのロングスローが前線のフェルナンド・トーレスに渡ると、トーレスがドリブルでエセキエル・ガライとルイゾン、GKアルトゥール・モラエスをかわしてゴールに流し込み、チェルシーが先制する。ベンフィカは68分、ペナルティエリア付近でカルドソとニコラス・ガイタンがパス交換を試みると、このパスがセサル・アスピリクエタのハンドを誘ってPKを獲得。これをカルドソが決めて同点に追いついた。
その後は互いに惜しいシーンを作り一進一退となる。後半アディショナルタイム、チェルシーは右CKからブラニスラヴ・イヴァノヴィッチがヘディングシュートを狙うと、これが弧を描いてゴールに吸い込まれた。これが決勝点となり、チェルシーが2-1でベンフィカを破って大会初優勝を成し遂げた。

### 詳細
| ベンフィカ           | 1–2      | チェルシー                              |
| -------------------- | -------- | --------------------------------------- |
| カルドソ 68分 (pen.) | レポート | トーレス 60分 · イヴァノヴィッチ 90+3分 |

| Benfica | Chelsea |

| GK                   | 1  | アルトゥール・モラエス   |        |      |
| RB                   | 34 | アンドレ・アルメイダ     |        |      |
| CB                   | 4  | ルイゾン (c)             | 61分   |      |
| CB                   | 24 | エセキエル・ガライ       | 45+1分 | 78分 |
| LB                   | 25 | ロレンソ・メルガレホ     |        | 66分 |
| RM                   | 35 | エンソ・ペレス           |        |      |
| CM                   | 21 | ネマニャ・マティッチ     |        |      |
| LM                   | 19 | ロドリゴ                 |        | 66分 |
| RF                   | 20 | ニコラス・ガイタン       |        |      |
| CF                   | 7  | オスカル・カルドソ       |        |      |
| LF                   | 18 | エドゥアルド・サルビオ   |        |      |
| Substitutes:         |    |                          |        |      |
| GK                   | 13 | パウロ・ロペス           |        |      |
| DF                   | 33 | ジャルデウ               |        | 78分 |
| MF                   | 10 | パブロ・アイマール       |        |      |
| MF                   | 15 | オラ・ジョン             |        | 66分 |
| MF                   | 23 | ホナタン・ウレタビスカヤ |        |      |
| MF                   | 89 | アンドレ・ゴメス         |        |      |
| FW                   | 11 | リマ                     |        | 66分 |
| 監督:                |    |                          |        |      |
| ジョルジェ・ジェズス |    |                          |        |      |

| GK                   | 1  | ペトル・チェフ                 |      |
| RB                   | 28 | セサル・アスピリクエタ         |      |
| CB                   | 2  | ブラニスラヴ・イヴァノヴィッチ |      |
| CB                   | 24 | ガリー・ケーヒル               |      |
| LB                   | 3  | アシュリー・コール             |      |
| CM                   | 8  | フランク・ランパード (c)       |      |
| CM                   | 4  | ダヴィド・ルイス               |      |
| RW                   | 7  | ラミレス                       |      |
| AM                   | 10 | フアン・マタ                   |      |
| LW                   | 11 | オスカル                       | 14分 |
| CF                   | 9  | フェルナンド・トーレス         |      |
| Substitutes:         |    |                                |      |
| GK                   | 22 | ロス・ターンブル               |      |
| DF                   | 19 | パウロ・フェレイラ             |      |
| MF                   | 12 | ジョン・ミケル・オビ           |      |
| MF                   | 21 | マルコ・マリン                 |      |
| MF                   | 30 | ヨッシ・ベナユン               |      |
| DF                   | 57 | ナタン・アケ                   |      |
| FW                   | 13 | ビクター・モーゼス             |      |
| 監督:                |    |                                |      |
| ラファエル・ベニテス |    |                                |      |

| Man of the Match: ブラニスラヴ・イヴァノヴィッチ (チェルシー) 副審: Sander van Roekel Erwin Zeinstra 第４審判: フェリックス・ブリッヒ 追加副審: Pol van Boekel Richard Liesveld 予備審判: ベリー・シモンズ | 試合ルール - 試合時間は90分 - 90分終了後同点の場合、30分の延長戦が行われる。 - 120分終了後同点の場合、PK戦で勝敗が決定される。 - 控えは7名。 - 最大3人まで交代可能。 |

### チーム別データ
|                 | ベンフィカ | チェルシー |
| --------------- | ---------- | ---------- |
| Goals scored    | 0          | 0          |
| Total shots     | 8          | 3          |
| Shots on target | 5          | 2          |
| Saves           | 2          | 5          |
| Ball possession | 55%        | 45%        |
| Corner kicks    | 1          | 1          |
| Fouls committed | 7          | 8          |
| Offsides        | 0          | 4          |
| Yellow cards    | 1          | 1          |
| Red cards       | 0          | 0          |

|                 | ベンフィカ | チェルシー |
| --------------- | ---------- | ---------- |
| Goals scored    | 1          | 2          |
| Total shots     | 9          | 8          |
| Shots on target | 6          | 5          |
| Saves           | 3          | 5          |
| Ball possession | 52%        | 48%        |
| Corner kicks    | 3          | 3          |
| Fouls committed | 11         | 10         |
| Offsides        | 1          | 4          |
| Yellow cards    | 1          | 0          |
| Red cards       | 0          | 0          |

|                 | ベンフィカ | チェルシー |
| --------------- | ---------- | ---------- |
| Goals scored    | 1          | 2          |
| Total shots     | 17         | 11         |
| Shots on target | 11         | 7          |
| Saves           | 5          | 10         |
| Ball possession | 54%        | 46%        |
| Corner kicks    | 4          | 4          |
| Fouls committed | 18         | 18         |
| Offsides        | 1          | 8          |
| Yellow cards    | 2          | 1          |
| Red cards       | 0          | 0          |

## 試合後
優勝したチェルシーは前年にチャンピオンズリーグを優勝しており、同年のチャンピオンズリーグ決勝はまだ開催されていなかったため、UEFAチャンピオンズリーグとUEFAヨーロッパリーグのトロフィーを同時に保持する初めてのクラブとなった。また、チェルシーのフェルナンド・トーレスとフアン・マタは史上初めてサッカーの主要国際大会４つ(FIFAワールドカップ・UEFA EURO・UEFAチャンピオンズリーグ・ヨーロッパリーグ)を制覇した選手となった。